# Barylypa uniguttata
Barylypa uniguttata là một loài tò vò trong họ Ichneumonidae.